# Daniel Nageler
Daniel Nageler (* 1. September 1986 in Sankt Veit an der Glan) ist ein ehemaliger professioneller österreichischer Eishockeystürmer, der über viele Jahre bei den Vienna Capitals und dem EC VSV in der damaligen Erste Bank Eishockey Liga aktiv war.

## Karriere
Daniel Nageler wuchs am elterlichen Hof in Feldkirchen auf. Nageler stammt aus dem Nachwuchs des ESC Steindorf und kam danach in die Jugend des EC VSV, wo er sich im U20 Team etablieren konnte und auch einige Einsätze in der Kampfmannschaft des VSV bekam.
Zur Saison 2006/07 wechselte er in die Österreichische Nationalliga zum EK Zell am See, wo er sich als eine der Stützen im Team erwies. Nach 3 Jahren in Zell am See wechselte Nageler in die Erste Bank Eishockey Liga zu den Vienna Capitals. Von der Saison 2013/14 spielt Nageler bis 2017 spielte er wieder bei seinem Jugendverein, dem EC VSV. Danach zog es ihn in die MOL Liga zu Dunaújvárosi Acélbikák, bei dem er in 32 Spielen, 21 Punkte verzeichnen konnte. Im Juli 2018 kehrte er zum EK Zell am See zurück. Seit 2019 spielt er auf Amateurebene für den EC Spittal, dabei seit 2022 in der Ö Eishockeyliga.